# 貝塞爾 (阿肯色州波普縣)
貝塞爾（英語：Bethel）是位於美國阿肯色州波普縣的一個非建制地區。該地的面積和人口皆未知。

## 地理
貝塞爾的座標為35°14′56″N 93°06′33″W / 35.24889°N 93.10917°W，而該地的平均海拔高度為106米（即348英尺）。